# Lionel Logue
Lionel George Logue, CVO, född 26 februari 1880 i College Town, Adelaide, South Australia, död 12 april 1953 i London, var en australisk logoped och scenskådespelare som är mest känd för sin behandling av Georg VI:s stamning.

## Biografi

### Bakgrund och familj
Lionel Logue föddes i College Town, Adelaide, South Australia, son till Lavinia (född Rankin) och George Edward Logue. Hans föräldrar fick sammanlagt fyra barn varav Lionel var den äldsta. Logue studerade vid Prince Alfred College och blev sedan logoped.
I mars 1907 gifte han sig med Myrtle Gruenert, och de fick tre söner.

### Georg VI
År 1926 träffades Logue och prins Albert, den blivande kung Georg VI. Besöket skedde på grund av att prinsen stammade och inte kunde hålla tal. Logues behandling bestod av andningsövningar och tungvrickare. Redan året därpå såg man att prinsens uttal hade förbättras. Därefter blev Logue ett viktigt stöd för Georg VI och fanns alltid vid kungens sida, när han skulle tala till nationen under andra världskriget. De två förblev vänner till kungens död. Filmen The King's Speech skildrar denna vänskap och Georg VI:s kamp för att övervinna stamningen. Geoffrey Rush spelade Lionel Logue.